# Saint-Broingt-les-Fosses
Saint-Broingt-les-Fosses  ist eine französische Gemeinde mit 236 Einwohnern (Stand: 1. Januar 2022) im Département Haute-Marne in der Region Grand Est. Sie gehört zum Kanton Villegusien-le-Lac und zum Arrondissement Langres.

## Geografie
Die Gemeinde Saint-Broingt-les-Fosses liegt an der Foreuse, einem Zufluss der Vingeanne, etwa 16 Kilometer südlich von Langres. Sie ist umgeben von folgenden Nachbargemeinden:
| Leuchey         | Baissey                                     | Villegusien-le-Lac              |
|                 | Kompassrose, die auf Nachbargemeinden zeigt |                                 |
| Le Val-d’Esnoms |                                             | Le Montsaugeonnais mit Prauthoy |

Im Westen der Gemeinde stehen fünf Windkraftanlagen als Teil eines großen Windparks.

## Bevölkerungsentwicklung
| Jahr                       | 1962 | 1968 | 1975 | 1982 | 1990 | 1999 | 2008 | 2018 |
| -------------------------- | ---- | ---- | ---- | ---- | ---- | ---- | ---- | ---- |
| Einwohner                  | 170  | 147  | 148  | 134  | 131  | 152  | 217  | 233  |
| Quellen: Cassini und INSEE |      |      |      |      |      |      |      |      |

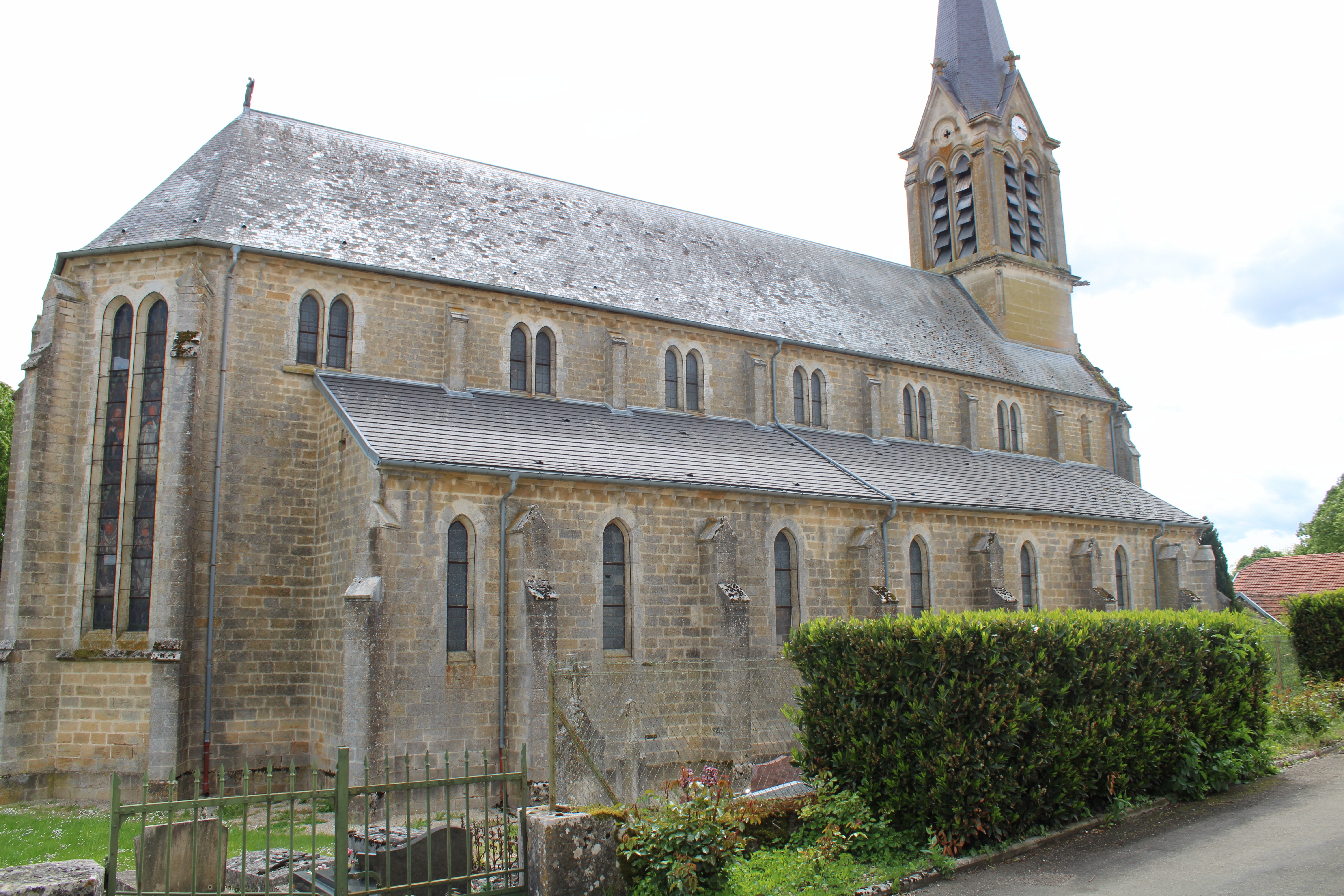
Schiff der Kirche Saint-Bénigne
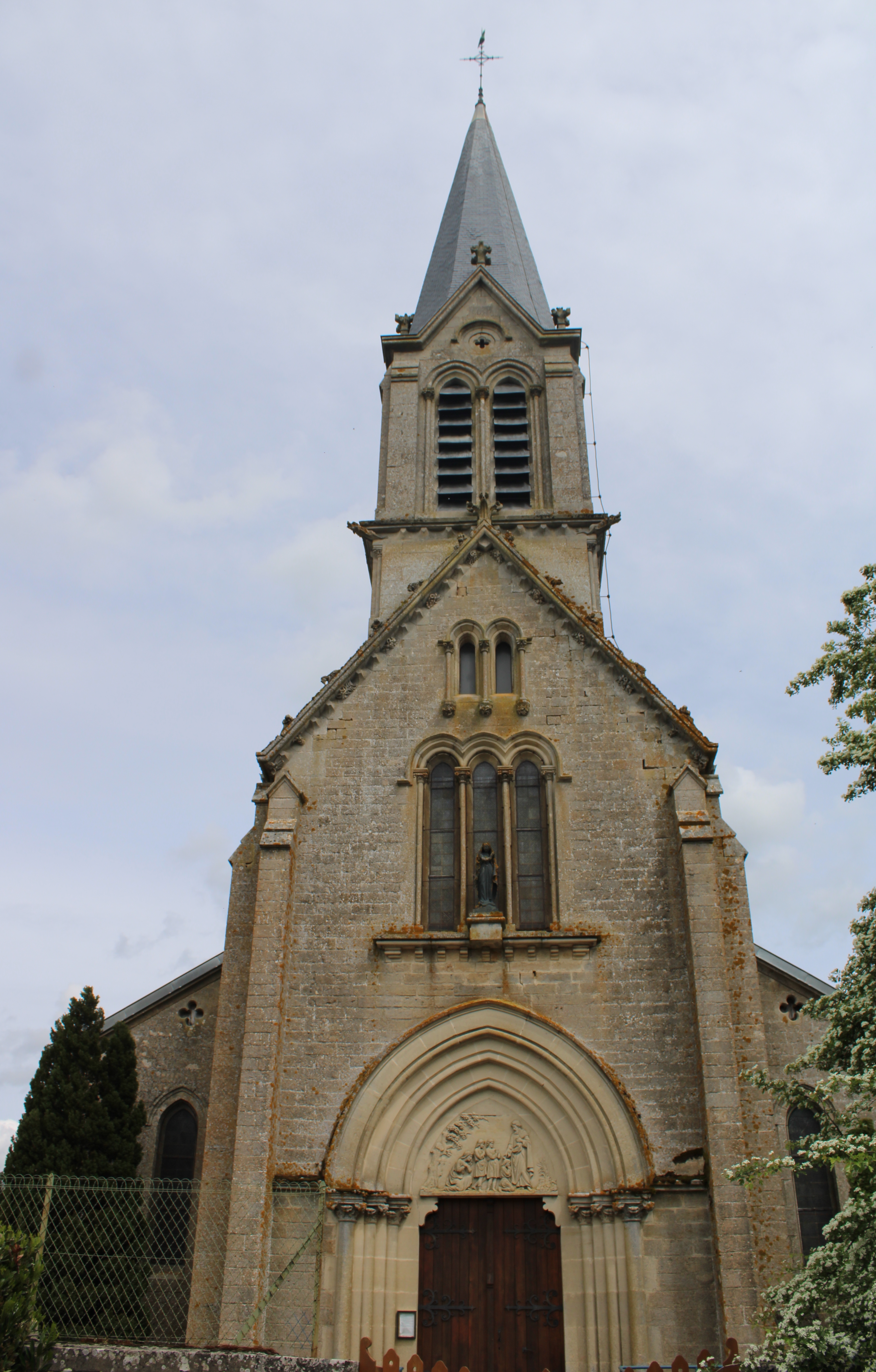
Turm der Kirche Saint-Bénigne
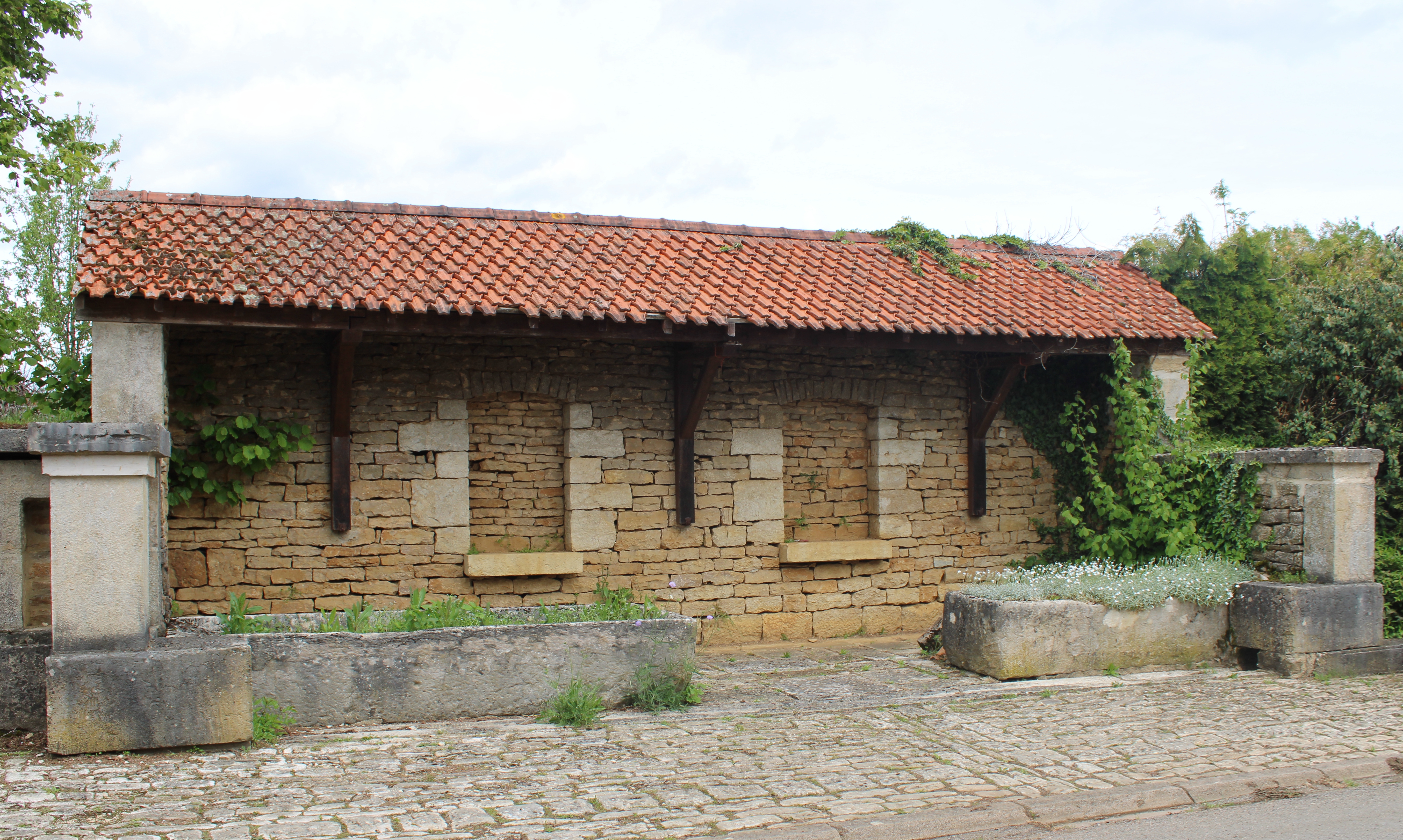
Lavoir